# Sejm PRL
Sejm Polskiej Rzeczypospolitej Ludowej – jednoizbowy parlament Polskiej Rzeczypospolitej Ludowej istniejący w latach 1952–1989. Formalnie najwyższy organ władzy państwowej, działający na podstawie Konstytucji Polskiej Rzeczypospolitej Ludowej.

## Posłowie
Sejm składał się w I kadencji z 425, w II kadencji z 459, a w pozostałych kadencjach z 460 posłów. Początkowo ustalono jednolitą normę przedstawicielską – 1 poseł: 60 tysięcy mieszkańców, później wykreślono ją z konstytucji jako niepraktyczną. Zerwano z zasadą mandatu wolnego (poseł był przedstawicielem ludu pracującego i mógł być przezeń odwołany, w praktyce nie wykorzystano tego przepisu – jako zbyt niebezpiecznego). Wprowadzono czteroprzymiotnikowe prawo wyborcze (wykreślenie zasady proporcjonalności).

## Procedura i funkcje
Sejm większością głosów przyjmował ustawy i podejmował uchwały, wybierał ze swego grona Prezydium (funkcja marszałka zwykle przypadała przedstawicielowi Zjednoczonego Stronnictwa Ludowego), na pierwszym swym posiedzeniu powoływał Prezesa Rady Ministrów wraz z Radą Ministrów oraz Radę Państwa. Uchwalał budżet i narodowe plany społeczno-gospodarcze. Miał prawo przyjmować petycje od obywateli. Do niego należały też niektóre uprawnienia kreacyjne, między innymi wybór szefa Najwyższej Izby Kontroli, członków Trybunału Stanu i Konstytucyjnego oraz Rzecznika Praw Obywatelskich (trzy ostatnie instytucje powołane dopiero w latach osiemdziesiątych). Parlament obradował w trybie sesyjnym. Sesje zwoływane były w określonych terminach przez Radę Państwa.
W organizacji wewnętrznej (Prezydium Sejmu, Konwent Seniorów, komisje) nawiązywał do międzywojennych tradycji parlamentarnych, w praktyce poddany zasadzie kierowniczej roli Polskiej Zjednoczonej Partii Robotniczej i pozbawiony politycznej reprezentatywności.

## Szefowie Kancelarii Sejmu
- marzec 1957 – grudzień 1969: Stanisław Skrzeszewski
- grudzień 1969 – styczeń 1972: Jerzy Bafia
- luty 1972 – marzec 1986: Kazimierz Świtała
- kwiecień 1986 – maj 1990: Maciej Wirowski
- czerwiec 1990 – grudzień 1990: Ryszard Stemplowski[1]

## Wybory do Sejmu PRL
| Wybory | Data                 | Podana frekwencja | Mandaty                              | Mandaty                        | Mandaty                   | Mandaty | Mandaty              | Mandaty                                  | Mandaty                            | Mandaty                      | Mandaty      |
| Wybory | Data                 | Podana frekwencja | Polska Zjednoczona Partia Robotnicza | Zjednoczone Stronnictwo Ludowe | Stronnictwo Demokratyczne | Znak    | Stowarzyszenie „Pax” | Chrześcijańskie Stowarzyszenie Społeczne | Polski Związek Katolicko-Społeczny | Bezpartyjni niestowarzyszeni | Razem posłów |
| ------ | -------------------- | ----------------- | ------------------------------------ | ------------------------------ | ------------------------- | ------- | -------------------- | ---------------------------------------- | ---------------------------------- | ---------------------------- | ------------ |
| 1952   | 26 października 1952 | 95%               | 273                                  | 90                             | 25                        |         |                      |                                          |                                    | 37                           | 425          |
| 1957   | 20 stycznia 1957     | 95%               | 241                                  | 118                            | 39                        | 5       |                      |                                          |                                    | 56                           | 459          |
| 1961   | 16 kwietnia 1961     | 95%               | 256                                  | 117                            | 39                        | 5       | 3                    | 3                                        |                                    | 37                           | 460          |
| 1965   | 26 lutego 1965       | 96,6%             | 255                                  | 117                            | 39                        | 5       | 5                    | 3                                        |                                    | 36                           | 460          |
| 1969   | 1 czerwca 1969       | 97,61%            | 255                                  | 117                            | 39                        | 5       | 5                    | 2                                        |                                    | 37                           | 460          |
| 1972   | 19 marca 1972        | 97,94%            | 255                                  | 117                            | 39                        | 5       | 5                    | 2                                        |                                    | 37                           | 460          |
| 1976   | 21 marca 1976        | 98,3%             | 261                                  | 113                            | 37                        | 5       | 5                    | 2                                        |                                    | 37                           | 460          |
| 1980   | 23 marca 1980        | 99,52%            | 261                                  | 113                            | 37                        | 5       | 7                    | 5                                        |                                    | 32                           | 460          |
| 1985   | 13 października 1985 | 78,86%/78,64%     | 245                                  | 106                            | 35                        |         | 9                    | 7                                        | 5                                  | 53                           | 460          |